# Marcelle Auclair
Pour les articles homonymes, voir Auclair.
Marcelle Auclair, née le 11 novembre 1899 à Montluçon et morte le 6 juin 1983 à Paris 14e, est une femme de lettres française, cofondatrice du magazine Marie Claire avec Jean Prouvost.

## Biographie
Marcelle Auclair est la fille de l'architecte Victor Auclair. Elle passe une partie de son enfance et de sa jeunesse au Chili, où son père s'est installé en 1906 pour participer à la reconstruction du pays, après le tremblement de terre qui l'avait sévèrement touché.
Elle revient en France en 1924 comme correspondante du journal chilien La Nación.
Elle épouse, le 28 avril 1926, l'écrivain Jean Prévost, avec qui elle a trois enfants (Michel, Françoise et Alain). Ils divorcent en 1939.
Elle travaille à Marianne jusqu'en 1937, puis durant plusieurs années au magazine Marie Claire avant et après guerre. Elle travaille aussi pour Paris-Soir et la radio.
Avec le patron de presse Jean Prouvost, elle lance le magazine féminin Marie-Claire. Le premier numéro paraît le 5 mars 1937. Le titre s'inspire d'un roman populaire de l'époque. Le magazine remporte un grand succès, dès 1939, il a un lectorat de 900 000 personnes. Pendant l'occupation allemande, craignant des représailles suite à l'engagement de son ancien époux, elle vivra cachée de longs mois chez le docteur Henri Nouvion au sein du sanatorium Joffre de l'Assistance publique - hôpitaux de Paris (AP-HP) dans lequel ne rentra jamais l'armée allemande par peur des malades tuberculeux.

### Éditions du Seuil
- 1950 La Vie de Sainte Thérèse d'Avila. La Dame errante de Dieu
- 1953 La Bonne Nouvelle annoncée aux enfants
- 1954 La Vie de Jaurès
- 1957 Le Mauvais Cœur, roman
- 1960 Ta messe, tes prières
- 1962 Le Livre noir de l'avortement
- 1968 Enfances et Mort de Garcia Lorca
- 1970 La Jeunesse au cœur. Vers une vieillesse heureuse
- 1973 À la grâce de Dieu
- 1975 La Joie par l'Évangile
- 1978 Mémoires à deux voix, écrit avec sa fille Françoise Prévost

### ÉditionsGallimard
- 1926 Changer d'étoile (essai)
- 1927 Toya (roman)
- 1931 Anne Fauvet ou l'Assortiment difficile (roman)
- 1934 Naissance précédé de Changer d'étoile
- 1937 Toute la beauté (essai)

#### Traductions
- 1928 Ciné-ville, Ramón Gómez de la Serna, Paris, Simon Kra

### Autres
- La Novela del amor doliente, Santiago du Chili, Imprenta universitaria, 1923
- La Dame en plus, roman publié aux éditions Nouvelle France
- La parole est à Mr Vincent, aux éditions La Bonne Presse
- Bernadette, biographie publiée aux éditions Bloud et Gay en 1957 (Nihil obstat et Imprimatur)
- Notes et Maximes sur l'amour chez Hachette
- Alliance avec le sud : contes et nouvelles, éditeurs Gutenberg, Lyon, 1946
- La beauté de A à Z, 1949
- La vie à deux, Flammarion, 1938
- Le collier de caresses suivi de Aurore, cette nuit-là à Madrid et Brouillard, éditions Tallandier, 1957
- Préface à La liberté de la conception du Dr Marchal et O.J. de Mero. Librairie Médicis. 1935.
  - Radio : Marcelle Auclair a été l'invitée de la collection « Les Contes de la Mémoire » enregistrée par FR3 AUVERGNE RADIO (1979-INA Lyon)
  - Théâtre : Fausse route, comédie dramatique en 3 actes, 4 tableaux, jouée au Théâtre Charles de Rochefort (actuellement Théâtre Tristan-Bernard), le 18 novembre 1944